# La Mère porteuse (Torchwood)
Pour les articles homonymes, voir La Mère porteuse.
La Mère porteuse (Something Borrowed) est le neuvième épisode de la deuxième saison de la série britannique Torchwood.

## Accroche
La veille de son mariage Gwen Cooper se fait mordre par un alien changeforme. Le lendemain, elle doit gérer son mariage tout en portant un extra-terrestre à l'intérieur de son ventre. Malgré les pressions de Jack et de Rhys, elle cherche coûte que coûte que ce mariage ait lieu. 

## Résumé
Le soir de son enterrement de vie de jeune fille, Gwen Cooper se fait mordre par un alien changeforme. Se réveillant le lendemain matin, quelques heures avant son mariage elle se retrouve visiblement enceinte de 9 mois. Jack propose à Gwen de retarder le mariage et de passer quelques jours en observation, mais celle-ci refuse, s'imaginant qu'une autre potentielle catastrophe pourrait arriver si on retarde son mariage. Elle prévient Rhys, qu'elle se mariera coûte que coûte aujourd'hui avec lui. Ils décident d'annoncer à leurs parents une potentielle grossesse.
Alors qu'elle livre une nouvelle robe de mariage à Gwen, Tosh se fait draguer par le témoin de Rhys et découvre non loin de là qu'une alienne changeforme s'est fait passer pour une invitée et a dévoré le DJ du mariage. Tous deux se font neutraliser par celle-ci. 
Pendant ce temps là, Owen découvre que la créature qu'elle porte est un Novostride, une race particulièrement vorace qui se déplace par paire. Le mâle dépose des œufs dans un hôte tandis que la femelle atteint l'incubation du bébé pour tuer cet hôte, libérant ainsi l'enfant. Ils se précipitent pour neutraliser la Novostride mais une demoiselle d'honneur découvre le corps du DJ ce qui fait fuir l'alien. 
Celle-ci se déguise sous la forme de Brenda, la mère de Rhys, et réussit presque à avoir Gwen, avant de se faire tirer dessus par Gwen elle-même. La Novostride utilisera la forme de Jack mais réussira aussi à prendre la fuite. 
Finalement, alors que la créature dans le ventre de Gwen arrive à maturité, Rhys réussira à la détruire grâce au scalpel de singularité prêté par Owen. Jack réussira à tuer la Novostride folle de vengeance avant qu'elle ne s'attaque au couple.  
À la fin de l'épisode, le mariage aura lieu comme prévu, les invités oublieront les évènements et Jack ressortira une vieille photo de lui, marié au début du XXe siècle .

## Continuité
- On retrouve le « scalpel de singularité » utilisé par Owen dans l'épisode Reset, il fait la remarque que cet engin a pu sauver Martha Jones.
- Gwen explique à Rhys que leur mariage pourrait aussi bien être interrompu par une armée de Weevils.
- Sur le site officiel de l'épisode, on trouverai une lettre de Martha Jones s'excusant de n'avoir pas pu être présente au mariage ainsi que la photo dépliée par Jack  à la fin de l'épisode et qui montre bien qu'il s'est marié dans le passé.
- Il y a quelques clins d’œils au fait qu'Owen soit une sorte de « mort-vivant », notamment lorsqu'il parle de la phrase traditionnelle « jusqu'à ce que la mort vous sépare ».
- Owen tire plusieurs coups dans le changeforme déguisé en Jack ce qui rappelle vaguement les événements de La Fin des temps.
- On remarque également un cybermen derrière Tosh quand elle discute avec Owen.

## Production
- Le titre original est Something Borrowed c'est-à-dire « quelque chose d'emprunté ». C'est une référence à la fois à l'extra-terrestre porté par Gwen et à l'une des 5 choses que doit porter une mariée.

### Casting
- Nerys Hugues (Brenda Williams) a déjà joué dans un épisode de Doctor Who de 1982, Kinda.
- William Thomas (Geraint Cooper) a déjà joué dans des épisodes de Doctor Who Remembrance of the Daleks (1988), et dans L'Explosion de Cardiff (2005).

### Musique
- Filthy/Gorgeous des Scissor Sisters lors de l'enterrement de vie de jeune fille de Gwen
- La marche nuptiale.
- On peut entendre You Do Something To Me par Paul Weller au moment où les personnages dansent.
- On entend Tainted Love par Softcell au moment où les invités du mariage s'endorment. Cette chanson avait été appelée « un classique terrien » dans l'épisode La Fin du monde de Doctor Who.